# Submersed
Submersed (с англ. — «утопленные») — американская постгранж, хард-рок группа из города Стивенвилла, Техас.

## История
Группа Submersed издавалась под лейблом Wind-up Records, сотрудничество с которым длилось с момента их дебютного альбома In Due Time (2004). Альбом включал такие хиты, как «Hollow» («Пустота») и «In Due Time» («В должное время»). 
При работе над следующим альбомом, Immortal Verses (2007), группа привлекла гитариста Марка Тремонти из Alter Bridge, который выступил в роли продюсера. В этот период коллектив пережил изменения в составе: гитарист Эрик Фридман покинул группу, что привело к некоторому перерыву в деятельности. Однако уже 18 сентября 2007 года вышел их второй студийный альбом.
После выхода Immortal Verses группа столкнулась с трудностями и в 2008 году официально объявила о своём распаде. Согласно записи в блоге Submersed на Myspace, коллектив прекратил сотрудничество с Wind-up Records и распался.
После распада вокалист Дональд Карпентер и ударник Гаретт Уитлок основали группу Million Man Army, а позже Уитлок присоединился к Tremonti, сольному проекту Марка Тремонти.

## Состав группы
Текущие участники 
- Дональд Карпентер — вокал (2000—2008)
- Гаретт Витлок — ударные (2004—2008)

Бывшие участники
- Джастин Финли — гитара (2005—2008)
- Эрик Фридман — гитара (2003—2005)
- TJ Дэйвис — гитара (2000—2008)
- Келан Лакер — бас (2000—2008)

## Дискография
- In Due Time (2004)
- Immortal Verses (2007)